# III. Arkhidamosz spártai király
III. Arkhidamosz (i. e. 400 – i. e. 338) spártai király. A leuktrai csata után sikeresen védte meg Spártát az Epameinóndasz vezette thébai támadástól i. e. 362-ben. A megmerevedett társadalmi rendszerű Spárta katonai dominanciája III. Arkhidamosz kiváló hadvezéri képességeinek köszönhetően néhány évtizedig a növekvő thébai hegemónia ellenére a Peloponnészoszon még fennmaradt. Sőt némileg ez erősödött is, hisz i. e. 344-343-ban a spártai gyarmat, Tarentum hívására egy zsoldosokból álló sereggel áthajózott Itáliába. Az ottani harcokban esett el. 22 évig tartó uralkodása alatt Spárta hatalma olyannyira helyreállt, hogy i. e. 340-es évtized második felében már elhagyhatta Spártát és egy zsoldos sereggel a spártaiak itáliai gyarmatának, Tarentumnak a segítségére sietett. Ott több győztes csatát vívott a lucaniai és messzapiusz törzsek ellen, de i. e. 338-ban a manduriai csatában életét vesztette.

## Élete

### Ifjúkora
III. Arkhidamosz királyi sarj volt. Apja II. Agészilaosz spártai király volt, aki a spártai királyok között az egyik legerősebb egyéniséggel bírt és nem kis része volt elvakult önbizalmának a leuktrai vereségben. A csatában szétzilált spártai sereg teljes megsemmisülését III. Arkhidamosz akadályozta meg, aki a megmaradt spártaiakat sikeresen hazavezette. Apja idős korára való tekintettel átengedte fiának a hadvezetést, aki Spárta hatalmának helyreállítása céljából i. e. 367-ben, majd 364-ben az árkádiaiak ellen győztes hadjáratokat vezetett. Az egyikben úgy nyert csatát, hogy egyetlen katonát sem vesztett.
I. e. 362-ben Epameindódasz ismét Spártára támadt megakadályozandó annak további erősödését, de III. Arkhidamosz visszaverte a támadást és a thébai sereg visszavonult a félszigetről. I. e. 360-ban II. Agészilaosz halála után III. Arkhidamosz lett a király. Királyként kitartóan háborúzott minden olyan állam ellen, aki ellenállt Spárta ismételt hegemón törekvésének és nem ismerte el vezető szerepét a Peloponnészoszon. I. e. 355 és 346 között többször segítette a phókisziakat a harmadik szent háborúban. Növekvő tekintélyét mutatja, hogy Iszokratész őt kérte fel a görög államok közös hadjáratának vezetésére a perzsák ellen.

### A görög politikai-katonai helyzet III. Arkhidamosz idején
A peloponnészoszi háborúban győztes Spárta gazdaságilag, katonailag meggyengült. A harcokban csak kisebb részvételt vállaló Thébának élére került vezér, Epameindódasz forradalmasította a falanxokkal vívott csatákban alkalmazott taktikát, melynek eredményeként a leuktrai-csatában Spárta döntő vereséget szenvedett. Az athéni demokrácia ugyanekkor még a háborús károk helyreállítása mellett már a polisz szintű függetlenség és a görög poliszok makedón vezetéssel történő egyesítése vitájával volt elfoglalva. A két szemben álló álláspont fő képviselői: Démoszthenész illetve Iszokratész volt.

### Összegzés
III. Arkhidamosz államférfiként, hadvezérként is az ókor nagyjai között említett, aki személyes bátorságával is kitűnt és Plutarkhosz leírása szerint a spártaiak uralkodása alatt úgy érezték „...mintha Spárta lemosta volna a meg nem érdemlett gyalázatot, és mintha újra régi fényben látnák ragyogni az ősi dicsőséget.”
| Előző uralkodó: II. Agészilaosz | Spárta eurüpóntida királya Kr. e. 399 – Kr. e. 360 | Következő uralkodó: III. Agisz |